# 怪物 (YOASOBIの曲)
「怪物」（かいぶつ・英語: Monster）は、日本の音楽ユニットYOASOBIの楽曲。2021年1月6日に、各種音楽配信サービスにてリリースされた。また、2021年3月24日発売のシングル「怪物/優しい彗星」にも収録された。本楽曲は、テレビアニメ『BEASTARS』第2期オープニングテーマに使用されている。
本楽曲はストリーミングサービスを中心にロングヒットを記録しており、ストリーミング累計再生回数は5億回、ダウンロード数は30万DLを突破している。

## 背景
2020年11月5日、本楽曲がフジテレビ系アニメ『BEASTARS』第2期オープニングテーマに使用されることが発表された。
前作「ハルカ」より約1か月ぶりのリリースとなっている。YOASOBI初のアルバム作品『THE BOOK』と同時リリースされたが、同アルバムには収録されずに、次作『THE BOOK 2』に収録された。

## 音楽性と制作
本楽曲は、ダークなエレクトロサウンドが特徴的なナンバーである。Ayaseによると、（アニメ「BEASTARS」の）人間の死に迫るシリアスなヒューマン・ドラマの「暗さ」を表現するにあたって、ビリー・アイリッシュの「bad guy」を筆頭とするダークな音楽がリファレンスにあったといい、その「ボーカルの近い距離間」も参考にしたと述べている。また序盤の音数は少なめにし、サビで疾走感のあるバンド・サウンドに「昔のアニソン」を参考にしたメロディを乗せることで、Ayase本人の思うアニソンらしい表現をしているという。

## 評価と受賞
米タイムは、「2021年のベスト・ソング10」にて本楽曲を第5位に選出。「強烈なポップ・フックと激しいマスロック的なリフ、ジャジーなクロマチック・ラン、そしてEDM風の激しいドロップがシームレスに統合されている。この曲の持つ切なさと映画的な性格を考えると、アニメ「BEASTARS」の主題歌になったことは全く不思議ではない。」と批評した。

### 受賞とノミネート
| 年   | 式典                                | 賞                                                     | 結果       | 出典   |
| ---- | ----------------------------------- | ------------------------------------------------------ | ---------- | ------ |
| 2021 | 令和3年アニソン大賞                 | アーティストソング賞                                   | 受賞       | [ 26 ] |
| 2021 | 令和3年アニソン大賞                 | 作品賞                                                 | ノミネート | [ 27 ] |
| 2022 | 第36回 日本ゴールドディスク大賞     | ソング・オブ・ザ・イヤー・バイ・ストリーミング（邦楽） | 受賞       | [ 28 ] |
| 2022 | 第36回 日本ゴールドディスク大賞     | ベスト5ソング・バイ・ストリーミング                    | 受賞       | [ 28 ] |
| 2022 | 第36回 日本ゴールドディスク大賞     | ソング・オブ・ザ・イヤー・バイ・ダウンロード（邦楽）   | 受賞       | [ 28 ] |
| 2022 | 第36回 日本ゴールドディスク大賞     | ベスト5ソング・バイ・ダウンロード                      | 受賞       | [ 28 ] |
| 2022 | クランチロール・アニメアワード 2022 | ベスト・オープニング・シークエンス                     | 受賞       | [ 29 ] |

## チャート成績
本楽曲は、2021年1月18日付（集計期間：2021年1月4日～1月10日）のBillboard JAPANダウンロード・ソング・チャート「Download Songs」で3位 (22,418DL) に初登場した。翌週のビルボード・ジャパンでは、ダウンロード3位 (20,268DL)、ストリーミング8位 (5,295,838再生) を記録し、総合チャート「HOT 100」で前週の14位から6位にジャンプアップした。その後もストリーミングを筆頭に高順位を維持し続け、総合順位は以降はほぼトップ10内を推移していった。
2021年4月14日公開のBillboard JAPAN Streaming Songsで8,042,691回再生を記録し、ストリーミング累計再生回数が1億回を突破した。チャートイン14週目での達成で、「夜に駆ける」の18週目を上回る記録となった。

### 認定と売上
|                                | 認定 (RIAJ)  | 売上/再生回数      |
| ------------------------------ | ------------ | ------------------ |
| ダウンロード                   | プラチナ     | 250,000 回再生     |
| ストリーミング                 | ダイヤモンド | 500,000,000 回再生 |
| *認定のみに基づく売上/再生回数 |              |                    |

## ミュージック・ビデオ
監督は三皷梨菜が務めた。TVアニメ『BEASTARS』本編の制作スタジオでもあるオレンジによる世界観を存分に表現したコラボレーションMVとなっており、主人公・レゴシの葛藤と決意が描かれている。2021年1月13日にYouTubeで公開された。

## 原作小説
『BEASTARS』の作者である板垣巴留によって書き下ろされたオリジナル小説『自分の胸に自分の耳を押し当てて』を元に制作された。

## テレビ披露
2021年12月30日にTBS系で放送された『第63回 輝く！日本レコード大賞』にて、「優しい彗星」「もしも命が描けたら」と共にフルサイズで披露された。

## カバー
- Poppin'Party - Ayaseとのタイアップとして、2021年11月30日にゲーム『バンドリ! ガールズバンドパーティ!』に追加収録[38]。2022年12月14日発売の『バンドリ！ ガールズバンドパーティ！ カバーコレクション Vol.7』でCD初収録[39]。
- Nhato feat. ricono - 2021年12月23日にアーケードゲーム『beatmania IIDX 29 CastHour』収録。Nhatoによるリミックスであり、プレイヤーによる打鍵時のキー音も全ノーツに搭載されている[40]。
- ときのそら -2021年11月24日発売のアルバム『Re:Play』に収録[41]。
- 鈴木雅之 - 2022年2月23日発売のカバー・ベスト・アルバム『DISCOVER JAPAN DX』に収録[42]。
- 鬼頭明里 - 「怪物 - from CrosSing」が、カバーソングプロジェクト「CrosSing」の第4弾として2022年4月20日に配信開始[43]。
- 黒埼ちとせ（佐倉薫）- 2022年7月30日にゲーム『アイドルマスター シンデレラガールズ スターライトステージ』に追加収録[44]。2023年2月15日発売の『THE IDOLM@STER CINDERELLA GIRLS STARLIGHT MASTER PLATINUM NUMBER 02 UNIQU3 VOICES!!!』にフルバージョンを収録[45]。
- Abyssmare - 2023年2月24日にゲーム『D4DJ』に追加収録[46]。
- 筆島しぐれ（吉岡麻耶） - ゲーム『ワールドダイスター 夢のステラリウム』に収録[47]。

## Monster
「Monster」（モンスター）は、日本の音楽ユニットYOASOBIの楽曲。配信限定シングルとして2021年7月30日に配信リリースされた。

### 解説
英語版楽曲の3作目として、2021年1月6日に配信リリースされた「怪物」の英語バージョンとして配信リリースされた楽曲である。7月30日の配信リリースに先駆け、7月27日のニッポン放送「YOASOBIのオールナイトニッポンX」で初めてフルで、オンエアされた。